# Provincias de Boyacá

Municipios de Boyacá

Las provincias de Boyacá son divisiones administrativas de segundo grado que conforman el departamento colombiano de Boyacá. En total son 15 provincias en las que se agrupan los 123 municipios del departamento.
Según el historiador Javier Ocampo López, la provincia es y ha sido un elemento fundamental de la psicología profunda del boyacense y por lo tanto, en su modo de organizarse y relacionarse con el medio ambiente.

## Geografía
Las provincias que integran el departamento de Boyacá, son el resultado de la subdivisión de las cuatro regiones naturales que surgen como consecuencia de la forma como se extienden los Andes Orientales en el territorio boyacense y que conservan entre sí cierta trabazón ideal urdida por el origen racial y las costumbres todavía coloniales. Las regiones son el valle del río Magdalena o región de Occidente, la cordillera Oriental o región del Norte; el altiplano o región Central y el piedemonte de los Llanos orientales o región de Oriente.
Son 13 provincias, la Zona de Manejo Especial y el Distrito Fronterizo. En ellas se agrupan los 123 municipios y 251 centros poblados.

## Historia
El concepto de provincia tuvo arraigo en el actual territorio que ocupa Colombia, a través de instituciones coloniales, como las gobernaciones de las que se derivaron las provincias administradas por los centros urbanos de mayor relevancia en el territorio nacional. Entre 1717 y 1810 el Virreinato de la Nueva Granada contó con 24 provincias subdivididas en cantones y parroquias. Posteriormente, el territorio del virreinato adquiere el estatus de confederación con el nombre de Provincias Unidas de la Nueva Granada (1810-1819) constituida por 15 provincias.
En 1821 en el Congreso Constituyente surgió el departamento de Boyacá. Los departamentos estaban subdivididos en provincias, cantones y parroquias. El departamento de Boyacá estaba integrado por las provincias de Tunja, Pamplona, Socorro y Casanare. Durante el establecimiento de la República de la Nueva Granada (1830-1856) se suprimen los departamentos existentes y se fortalecen las provincias junto a los distritos parroquiales.
La constitución de 1886, de carácter centralista, dividió el país en departamentos, estos en provincias y estas en municipios. Por medio del decreto ejecutivo n.º 306 varios municipios le fueron segregados a Boyacá para constituir la comisaría de Arauca. Posteriormente los municipios pertenecientes a la región de la Orinoquía formaron la intendencia del Casanare que fue anexada nuevamente a Boyacá hasta el año de 1973 cuando se constituyó como departamento independiente.

## Provincias
Cada provincia cuenta con su capital provincial respectiva (resaltada en negrilla en los recuadros).
| Centro | Gutiérrez | La Libertad                                                                                         |
| --- | --- | --------------------------------------------------------------------------------------------------- |
| Cómbita • Cucaita • Chíquiza • Chivatá • Motavita • Oicatá • Samacá • Siachoque • Sora • Soracá • Sotaquirá • Toca • Tunja • Tuta • Ventaquemada               | Chiscas • El Cocuy • El Espino • Guacamayas • Güicán • Panqueba | Labranzagrande • Pajarito • Paya • Pisba                                                            |
| Lengupá | Márquez | Neira                                                                                               |
| Berbeo • Campohermoso • Miraflores • Páez • San Eduardo • Zetaquira                                                                                            | Boyacá • Ciénega • Jenesano • Nuevo Colón • Ramiriquí • Rondón • Tibaná • Turmequé • Úmbita • Viracachá                                                                       | Chinavita • Garagoa • Macanal • Pachavita • San Luis de Gaceno • Santa María                        |
| Norte | Occidente | Oriente                                                                                             |
| Boavita • Covarachía • La Uvita • San Mateo • Sativanorte • Sativasur • Soatá • Susacón • Tipacoque                                                            | Briceño • Buenavista • Caldas • Chiquinquirá • Coper • La Victoria • Maripí • Muzo • Otanche • Pauna • Quípama • Saboyá • San Miguel de Sema • San Pablo de Borbur • Tununguá | Almeida • Chivor • Guateque • Guayatá • La Capilla • Somondoco • Sutatenza • Tenza                  |
| Ricaurte | Sugamuxi | Tundama                                                                                             |
| Arcabuco • Chitaraque • Gachantivá • Moniquirá • Ráquira • Sáchica • San José de Pare • Santana • Santa Sofía • Sutamarchán • Tinjacá • Togüí • Villa de Leyva | Aquitania * Belencito • Cuítiva • Firavitoba • Gámeza • Iza • Mongua • Monguí • Nobsa • Pesca • Sogamoso • Tibasosa • Tópaga • Tota                                           | Belén • Busbanzá • Cerinza • Corrales • Duitama • Floresta • Paipa • Santa Rosa de Viterbo • Tutazá |
| Valderrama | | |
| Betéitiva • Chita • Jericó • Paz de Río • Socha • Socotá • Tasco                                                                                               | | |

## Zonas de carácter especial
| Zona de Manejo Especial (ZMEB) | Distrito Fronterizo |
| ------------------------------ | ------------------- |
| Puerto Boyacá                  | Cubará              |